# Геннадий (Беляев, Григорий Васильевич)
Епи́скоп Генна́дий (в миру Григо́рий Васи́льевич Беля́ев; 17 сентября 1825, деревня Лысьвенский Завод, Соликамский уезд, Пермская губерния — 1892, Тисский старообрядческий монастырь, Румыния) — епископ Древлеправославной Церкви Христовой (старообрядцев, приемлющих белокриницкую иерархию), епископ Пермский.

## Биография
Из семьи крепостных заводских ремесленников, старообрядцев-беглопоповцев. По утверждению автобиографии, найденной у него при его аресте в 1862 году, уже в детстве он имел «прообразы» будущего епископства. Учился в заводской школе, где был приписан к православной Церкви, подвергался наказаниям за непосещение богослужений. Из школы он вынес весьма ограниченные познания и, будучи впоследствии епископом, писал безграмотно «крупным ученическим почерком».
В 13 лет после «увещания» был сослан в Куртымский железный рудник, через 3 года по ходатайству Пермского и Верхотурского епископа Аркадия (Фёдорова) возвращён на Лысьвенский завод, где заводское начальство принуждало его присоединиться к православной Церкви. Под влиянием чтения аскетических книг Беляев решил поселиться в старообрядческом монастыре. Отправившись на поиски монастыря, дошёл до Перми, вернулся, был арестован «за раскол, сопряженный с побегом». После освобождения поселился в скиту в Шамарских лесах (Кунгурский уезд).
После ареста властями насельников скита Беляев ушёл в Уральск, в 1853 году переселился в Саратовскую губернию. В Хвалынске встретился со старообрядческим епископом Саратовским Афанасием (Кулибиным). Афанасий постриг Беляева в монашество и рукоположил во диакона.
С проповедью старообрядчества отправился в Оренбургскую губернию, где в марте 1854 года на Усень-Ивановском заводе Белебеевского уезда был задержан вместе с 2 старообрядческими монахами. Оказался в пермской тюрьме, затем был переведён в арестантские роты, должен был понести наказание плетьми.
14 сентября 1855 года Геннадий из арестантских рот бежал в Кунгурские леса, причем объяснял своё освобождение вмешательством ангела, который снял с него 30-фунтовые кандалы и провёл его через город в то время, когда «все были аки слепы».
Из Кунгурских лесов Геннадий уехал в Хвалынск к тому же старообрядческому епископу Афанасию, который 29 октября 1856 года поставил его в пресвитеры, а 21 ноября того же года возвёл в архимандриты.
9 января 1857 года в Гуслицах состоялась хиротония Геннадия во епископа Пермского, которую совершили архиепископ Антоний (Шутов), епископ Кавказский Иов (Зрянин) и епископ Новозыбковский Конон (Смирнов). После хиротонии Геннадию была вручена походная церковь.
Имея резиденцией Екатеринбург, предпринимал поездки по Пермской, Оренбургской, Вятской и Тобольской губерниям, способствовал распространению и активизации Белокриницкого согласия на Урале и в Западной Сибири, рукоположил 4 диаконов и 23 священника.
В 1859 года он был арестован в Юго-Кнауфском заводе Осинского уезда Пермской губернии и заключен в кунгурскую тюрьму, откуда вскоре освободился, на этот раз, по его собственному признанию, без вмешательства уже небесных сил — благодаря взятке в 1000 руб., данной исправнику, согласившемуся на подмену епископа бродягой-старообрядцем.
Возобновившаяся на Урале деятельность епископа Геннадия обратила на него неблагосклонное внимание местных духовных и светских властей, которые с ноября 1861 года принимали «всевозможные меры к поимке» Геннадия.
Преследование Геннадия полицией осложняло и без того весьма трудную в сфере отношений с властями жизнь старообрядцев. В связи с этим некоторые уральские последователи Белокриницкого согласия обратились в центр согласия на Рогожское кладбище со «словесной жалобой, что они весьма стеснены производимыми ежедневно розысками правительством епископа Геннадия, который по сему стеснительному обстоятельству давно уже не может производить свои епископские дела». Архиепископ Антоний (Шутов) и Браиловский епископ Онуфрий (Парусов) в июле 1862 года вызвали епископа Геннадия в Москву. Поскольку Геннадий не приехал и ничего о себе не сообщил, было решено пригласить его к митрополиту Кириллу (Тимофееву) в Белую Криницу, куда он также приехать не смог. 3 октября 1862 года в Москве на Соборе, в к-ром участвовали управляющий российской старообрядческой иерархией епископ Онуфрий и епископы Саратовский Афанасий (Кулибин), Казанский Пафнутий (Шикин) и Уральский Виталий (Мятлев), по благословению митрополита Кирилла было решено: «Епископу Геннадию Пермскою епархией не управлять и не в какие дела епархиальные отнюдь не входить, а кольми паче не поставлять, ни запрещать, и никого из христиан не отлучать. Церковные же вещи по описи церковному клиру сдать при посредстве старейшин христианского общества. Также и писменные иерархические дела передать клиру».
6 декабря 1862 года был арестован в Екатеринбурге. 5 апреля 1863 года состоялось Высочайшее повеление о заключении Геннадия в тюрьму Суздальского Спасо-Евфимиева монастыря «для увещания к оставлению раскольнических заблуждений». Вскоре после заключения старообрядческий архиерей подал прошение о помиловании, оставленное без последствий.
В тюрьме Геннадий сначала обнаруживал «закоренелость в расколе», но после 4-летнего тюремного заключения стал «надежды несколько подавать, делаемым ему внушениям кротко внимать, читать охотно книги духовного содержания и посещать богослужения». В конце 1869 года Геннадий подал прошение о присоединении его к единоверию, и 3 августа 1870 года состоялось Высочайшее повеление «об освобождении епископа Геннадия из арестантского отделения Спасо-Евфимиева монастыря для присоединения его к единоверию в московском единоверческом монастыре, с оставлением в оном на жительстве в иноческом образе». Однако, оказавшись в Никольском монастыре, Геннадий соглашался присоединиться к единоверию только в епископском сане. Для властей это было неприемлемо, и в начале ноября Геннадий был возвращён в суздальскую монастырскую тюрьму. Здесь он уже «держался упорно своих ложных убеждений, по поведению был вспыльчив, не всегда мирен и покорен».
9 сентября 1881 года Геннадий вместе с Кононом (Дураковым) и Аркадием (Дорофеевым)) был освобожден из Спасо-Евфимиева монастыря и после «освидетельствования в способностях» через консилиум врачей 10 сентября выбыл на жительство в Казань. Из Казани Геннадий вскоре переехал в Харьков, но по представлению местных властей 26 января 1884 года был переведён на жительство в Виндаву Курляндской губетрнии (ныне Вентспилс, Латвия).
Вскоре стало известно, что Геннадий отправился в Хвалынск, затем в Златоуст в Уфимской губернии, вследствие чего Синод поставил вопрос о его возвращении в Спасо-Евфимиев монастырь. Однако к этому времени Геннадий перебрался в старообрядческий Тисский монастырь в честь Рождества Иоанна Предтечи в Румынии, где в скончался в 1892 году.